# Schaefferia pilosa
Schaefferia pilosa là một loài thực vật có hoa trong họ Dây gối. Loài này được Standl. miêu tả khoa học đầu tiên năm 1923.